# Пристань (аэродром)
При́стань (ИКАО: XHWP) — ныне не существующий военный аэродром, принадлежавший авиации Тихоокеанского флота, а также бывший гарнизон.
Аэродром был расположен в Шкотовском районе Приморского края, в 10 километрах к западу от села Романовка.

## История аэродрома
Аэродром с искусственным покрытием «Пристань» начал строиться приблизительно в начале 50-х годов XX века, в связи с переходом авиации на реактивную технику — фронтовые бомбардировщики Ил-28. Это был аэродром с бетонным покрытием и капонирами, расположен в 10 км на запад от села Романовка, на небольшом полуострове между бухтами Суходол и Муравьиная (восточный берег Уссурийского залива, напротив города Владивосток). Ранее в бухте Суходол находился постоянно действующий гидроаэродром, с дислокацией в разное время следующих авиачастей ТОФ: 16-й (289-й) ОМРАП, 710-й ОВП, 28-я ОМДРАЭ, 30-я КРАЭ, 122-я ОАСАЭ.
Южный торец взлётно-посадочной полосы (ВПП) нового аэродрома практически вплотную упирается в береговую черту бухты Теляковского, а его приводные радиомаяки находились в море, на баржах. Также интересно, что часть самолётных стоянок не имели обвалований в привычном понимании, так как представляли собой ниши, вырытые в склонах сопки.
1 февраля 1955 года на аэродром Пристань из Китая перелетел 926-й гвардейский Киркенесский Краснознамённый минно-торпедный авиационный полк ВМФ, вооружённый самолётами Ил-28. Полк передавался согласно плану ротации. На замену, согласно Директиве начальника ГОУ МГШ ВМС № Орг/7/21204 от 30.12.1950 г., был передан 36-й минно-торпедный Краснознамённый авиационный полк ВМФ, дислоцировавшейся на аэродром Тученцзы (Китай).
Но уже 1 апреля 1958 года 926-й гв. МТАП на аэродроме Пристань был расформирован.
30 апреля 1958 года, на основании Директивы ГШ ВМФ № ОМУ/4/27042 от 05.02.1958 г., управление и остальные подразделения 50-го отдельного дальнеразведывательного авиационного полка ВВС ТОФ передислоцировались с аэродрома Новороссия на аэродром Пристань. На вооружении полка были Ту-16 и Ил-28.
В 1972 году, на основании дир. ГШ ВМФ № 730/1/50653 сформирован 67-й отдельный отряд спасательных самолётов (3 машины), с дислокацией на аэр. Пристань. 15 мая 1985 года отряд расформирован и вошёл в состав 134-й гв ОДРАЭ.
В 1974 году 50-й ОДРАП сокращён до одной эскадрильи (134-я отдельная гвардейская дальнеразведывательная эскадрилья ВВС ТОФ, войсковая часть 62769). Эскадрилья была переведена на аэродром Хороль в 1986 году.
В 1978 году в Саках сформирован и переведён на постоянное место дислокации аэродром Пристань 311-й отдельный корабельный штурмовой полк палубной авиации вертикального взлёта и посадки в/ч 99316 (311-й ОКШАП). На вооружении полка были СВВП Як-38 — основное оружие тяжёлых авианесущих крейсеров проекта 1143 — «Минск» и «Новороссийск». Также в полку имелись самолёты МиГ-21ПФМ. Як-38 сняты с вооружения в 1991 году и заменены на Су-25. Полк окончательно расформирован 18.08.1995 года.
В 1983 году на аэродроме Пристань сформирован 173-й отдельный морской авиационный штурмовой полк (173-й ОМШАП, в/ч 45726) на самолётах Су-17М и Су-17УМ. Самолёты Су-17М выведены из эксплуатации в 1993 году, полк переформирован в 136-ю отдельную разведывательную авиационную эскадрилью, вооружённую 8-ю самолётами Су-24М и 8-ю Су-24МР, с изменением места дислокации на аэродром Кневичи. Не успев в полном объёме освоить новую технику, 136-я ОРАЭ в 1995 году была расформирована.
После расформирования 311-го ОМШАП 1 октября 1995 года аэродром Пристань был закрыт и авиацией больше не используется.
Вблизи аэродрома была построена служебная и жилая зона, военный городок — четыре жилых пятиэтажных дома. С окончанием эксплуатации аэродрома всё пришло в запустение, служебные и жилые помещения разграблены и сломаны. Один из многоквартирных домов разобран.

## Современное состояние
В 21-м веке на месте бывшего военного аэродрома построен специализированный морской порт «Суходол», основная деятельность — перевалка каменного угля.